# خوسيه ألفارو
خوسيه ألفارو (بالإسبانية: José Alfaro)‏ مواليد 22 نوفمبر 1983 في نيكاراغوا، هو ملاكم محترف نيكاراغوي يصنف ضمن فئة الوزن الخفيف.

## إحصائيات
خاض خلال مسيرته 39 نزالا، فاز في 28 وتعادل في 1 وخسر في 9. فاز بالضربة القاضية في 18 نزالا.

## روابط خارجية
- خوسيه ألفارو على موقع بوكس ريك (الإنجليزية) (registration required)